# Arthur Sulley
Arthur Lindsay Sulley (ur. 8 listopada 1906 w Guisborough, zm. 7 listopada 1994 w Derby) – brytyjski wioślarz, srebrny medalista olimpijski.
Kształcił się w Selwyn College University of Cambridge. Dwukrotnie startował w The Boat Race: w latach 1928 i 1929 odnosił zwycięstwa.
Wystąpił na igrzyskach olimpijskich w Amsterdamie w 1928, gdzie Brytyjczycy w składzie: Jamie Hamilton, Guy Oliver Nickalls, John Badcock, Donald Gollan, Harold Lane, Gordon Killick, Jack Beresford, Harold West i Arthur Sulley (sternik) zdobyli srebrny medal w ósemkach. W finale o 2,4 sekundy wyprzedziła ich reprezentacja USA. Był to jego jedyny start olimpijski.
Po zakończeniu kariery był trenerem. Następnie pracował w firmie James Smith & Co, produkującej mundury, ostatecznie zostając jej prezesem.